# Mezoterapie
Mezoterapie, je relativně mladá metoda, která nabízí postup, jak dosáhnout omlazení pokožky obličeje, krku, dekoltu či hřbetů rukou a podobně. Jde o metodu která vyvolává tvorbu nových buněk a kolagenu, čímž se vyhlazují vrásky a vypíná pokožka. Velmi často, se také můžeme setkat s mezoterapií při léčbě celulitidy.

## Rozdělení mezoterapie
Existují dva způsoby mezoterapie, invazivní postup a neinvazivní postup.

### Invazivní mezoterapie
Invazivní mezoterapie se praktikuje prostřednictvím mikrojehliček, za pomocí kterých se do pokožky vstřikují účinné látky. Jde především o látky které mají velký význam v regeneraci tkáně. Nejčastěji je to kyselina hyaluronová obohacená o vitamíny, aminokyseliny a koenzymy. Jehlička zpravidla proniká asi tak 0,4 mm do hloubky kůže.

### Neinvazivní mezoterapie
Co se týče neinvazivní mezoterapie, týká se především léčby celulitidy. Neprovádí se prostřednictvím jehliček jako invazivní mezoterapie, ale za pomocí speciální laserové technologie, díky které se elektrickými impulzy vpravují hluboko do pokožky pomocné látky, čímž plně zastupuje invazivní mezoterapii v podobě injekcí. Výhodou této metody oproti metodě invazivní, je její bezbolestnost a není zde nutná ani žádná rekonvalescence.

## Postup mezoterapie
Trvání mezotrapie se liší dle metody, kterou podstupujete. Invazivní mezoterapie může být velice krátká, nebo může trvati i několik hodin, záleží na tom, jak velká plocha se ošetřuje. Zatímco u neinvazivní mezoterapie je délka procedury mnohem kratší, v zásadě trvá cca 50 minut. V podstatě se dá srovnávat s příjemnou masáží, nebo jinou kosmetickou procedurou. U invazivní mezoterapie je to jiné. Před samotnou procedurou, lékař vydezinfikuje ošetřovanou část těla a poté injekčně aplikuje účinný roztok látek přímo na místo určení. Vzhledem k tomu, že dochází k otupování jehliček, využívá se jich většinou při terapii více, to proto aby se předešlo bolestivosti terapie. V případě, že je pacient na bolest velice citlivý, je tu možnost použití speciální znecitlivující mast.

## Mezoterapie vlasů
Metoda mezoterapie, se nyní využívá i v péči o vlasy. V tomto případě probíhá terapie podobně. Injekčně se aplikují účinné látky ( komplex minerálů, stopových prvků, peptidů) do pokožky hlavy, zde se nacházejí vlasové folikuly. Touto aplikací, se zamezuje vzniku enzimu, který způsobuje slábnutí a vypadávání vlasů. Mezoterapie vlasů omezuje jejich padání, vlasy znatelně zesílí a zhoustnou.

## Mezoterapie kmenovými buňkami
Je další nejnovější metodou mezoterapie. Jedná se o neinvazivní terapii, kdy se účinné látky, v tomto případě výtažky z kmenových buněk, aplikují pomocí dermarolleru. V první instanci se pokožka ošetří ultrazvukovou špachtlí, poté se aplikuje výtažek z kmenových buněk pomocí již zmiňovaného dermarolleru (což je váleček pokrytý mikrojehličkami, které pouze naruší povrch pokožky) a nakonec se pokožka ošetří biostimulačním laserem.